# Янис Чамалиди

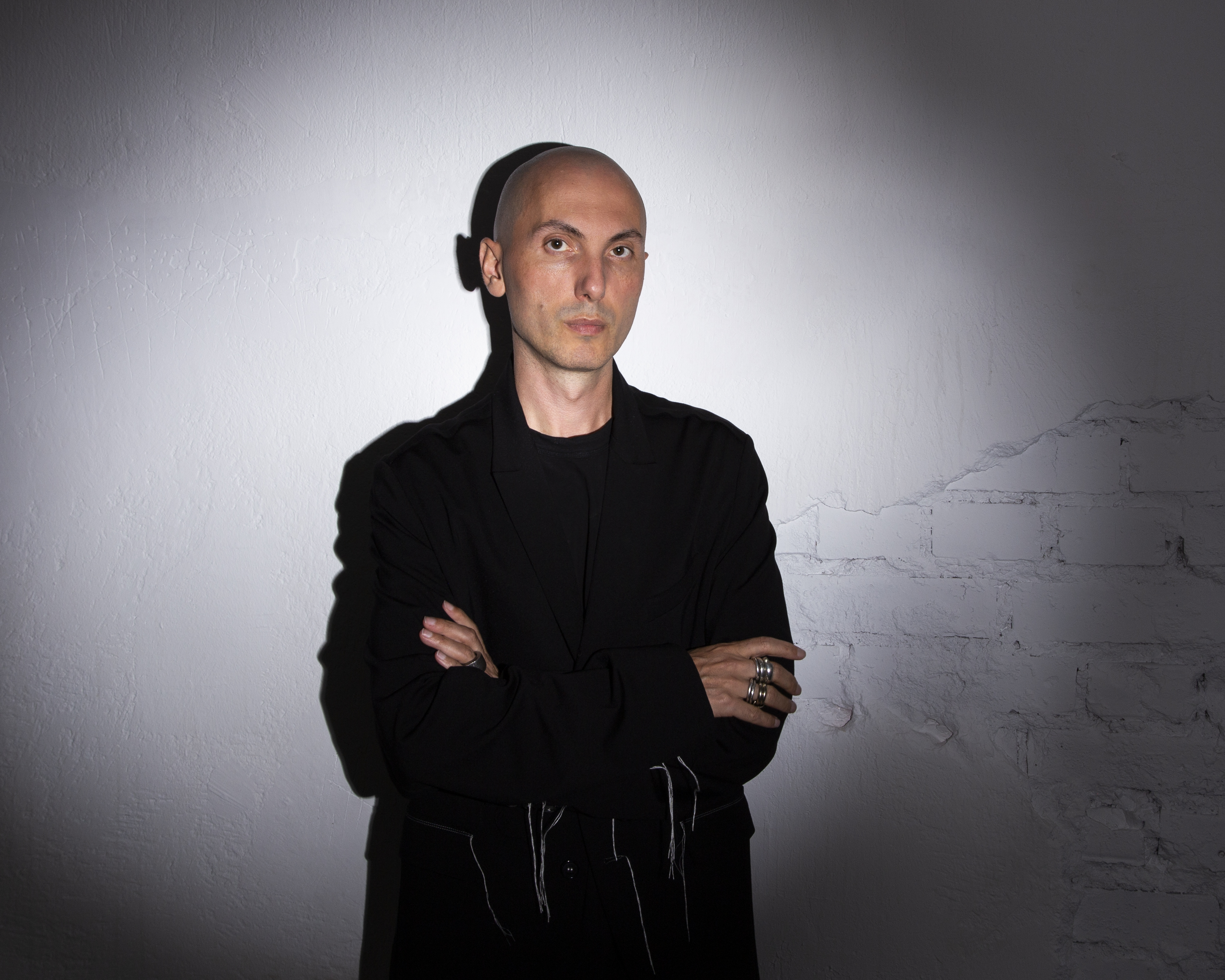
Янис Чамалиди

Янис Чамалиди (род. 24 июня 1976, Ленинград,  Россия) – русский модельер и дизайнер. Дважды (1999 и 2004 гг.) Дизайнер Года, Top 100 дизайнеров по мнению журнала Vogue. Представитель концептуальной авторской моды, приверженец инноваций, деконструктивизма и функционализма в моде. Одним из основных творческих методов модельера является трансформер. 

## Биография
Янис Чамалиди родился 24 июня 1976 года. Он учился в Санкт-Петербургской Художественно-промышленной академии имени В.И.Мухиной (неполное высшее образование). Свою первую коллекцию дизайнер представил на суд публики в 17 лет.
В 1997 году открывается Модный дом Ianis Chamalidy, клиентами которого становятся представители осознанного подхода к костюму и сторонники философской моды.
В 1998 году Модный дом Яниса Чамалиди посетила приехавшая в Петербург Изабелла Блоу, которая высоко оценила творчество дизайнера. В приложении по моде «SUNDAY TIMES» вышла большая статья о российском модельере.
С 1998 года Модный дом Ianis Chamalidy ежесезонно создает женскую коллекции prêt-à-porter, работает с байерами мультибрендовых магазинов России, организует сезонные показы линии прет а порте и принимает участие в специализированных выставках в Санкт Петербурге, Москве, Екатеринбурге.
В 1999 году Янис Чамалиди представляет коллекцию на Неделе Высокой Моды в Москве, которую высоко оценивает редактор журнала VOGUE .
Дважды – в 1999 и 2004 году Янис Чамалиди получал звание Дизайнер Года.
В 2000 году модельер работает над сценическими образами петербургских олимпийских чемпионов фигурного катания Т. Татьмяниной и М. Маринина. Жюри Зимней Олимпиады 2002 года называют Яниса Чамалиди первым российским модельером, который «выпустил Высокую Моду на лёд».
В 2001 году «Модный Дом Ianis Chamalidy» участвует в международном проекте посвященном творчеству Генрика Ибсена. Работа над проектом позволила дизайнеру по-новому взглянуть на собственное творчество, после чего последовал целый ряд театральных работ.
2001-2003 год, Янис Чамалиди создает костюмы к балетным спектаклям Петербургского Государственного Академического театра балета «Дон Хосе», «Ромео и Джульетта», «Шахерезада», «Двое на качелях».
С 2004 года одежда марки Ianis Chamalidy продается в мультибрендовых бутиках в Петербурге, Москве, Екатеринбурге и других городах России.
С 2004 года коллекция модного дома Ianis Chamalidy была представлена в рамках недели моды в Милане, марка выставляется в шоурумах Москвы, Парижа, Милана и Токио.
В 2007 и 2009 годах в Петербурге открываются два монобрендовых бутика марки Ianis Chamalidy.
С 2009 года Модный дом принимает участие в проекте «Ассоциации» музея-заповедника «Царское Село», иллюстрирующем преемственность петербургскими дизайнерами культурных традиций Санкт-Петербурга.
С 2014 года создания haute-couture стали частью фонда Государственного Эрмитажа.
На 2021 год бренд Ianis Chamalidy представлен в 24 городах России.

## Творчество
Творчество Яниса Чамалиди относится к концептуальной моде и школе деконструктивизма. Во многих интервью дизайнер отмечает, что более всего на его творчество оказали влияние японские деконструктивисты (Ёдзи Ямамото, Иссей Мияки, Рей Кавакубо) и Антверпенская шестерка (в особенности Энн Деммельмейстер). Деконструктивизм в моде является частью философской системы, оформившейся благодаря Жаку Деррида. Особенности моды конструктивизма заключаются обращении к «форме, крою и конструктивным элементам».
Творчество Яниса Чамалиди преимущественно монохромно. Отказываясь от цвета, дизайнер апеллирует к выполнению нарративной функции формой, а не цветом, а также к семантическому потенциалу формообразования. Отказ от цвета вторит мысли о преобладании в творчестве Яниса Чамалиди графического, а не живописного начала. Колористическим источник вдохновения является родной Санкт-Петербург.
Большинство силуэтов тяготеют к оверсайзу и многослойности.
Эклектично модельер синтезирует художественный образ в совмещении актуального деконструктивизма с отсылками к шедеврам мирового искусства. Во многих коллекциях дизайнер обращался к различным эпохам и памятникам мировой культуры, особое значение в творчестве мастера имеют Античность, Готика и Ренессанс. Благодаря происхождению, классическая греческая культура имеет огромное влияние на творчество мастера. В моделях Яниса Чамалиди драпированные силуэты скульптуры эллинизма сочетаются с четкими ритмическими рисунками античной архитектуры.
Использование черного цвета и реминисценция форм классического искусства – два главных кода эстетики его Модного дома.

## Философия модного дома
Одежда модельера относится к философской моде, поскольку «Философ – друг концепта». Янис Чамалиди активно развивает multiway концепцию Dividuum. В современном противоречивом мире, самодостаточный индивидуум становится, по определению Жиля Делеза, дивидуумом — человеком делимым, многоликим, теряющим целостность и самоидентичность. Растворение личности, потеря субъектности, манипулирование человеком, симуляция реальности — все это волнует модельера и отображается в его коллекциях. Одежда Яниса Чамалиди, через философскую систему Делеза, помогает в реализации нереализованных импульсов, которые клиент может творчески трансформировать.
Трансформация – один из ключевых творческих методов модельера. Multyway Concept предоставляет возможность изменить форму, объем и пропорции изделия. Вещи-трансформеры продолжают линию философской моды, поскольку обладатель модели Ianis Chamalidy становится соавтором образа и имеет возможность стать частью мира концептуальной моды. Одежда модельера не имеет возрастных и гендерных рамок.
Осознанное потребление также отражено в философии Модного Дома. Огромное внимание дизайнер уделяет техническим характеристикам костюма и материалам – его вещи долго сохраняют изначальный облик, дружественны к путешествиям и не требуют особых трудов в уходе. Одежда Яниса Чамалиди не теряет актуальности и борется с круговоротом краткосрочных трендов и рабством общества потребления.